# نجم كابتين
نجم كابتين (بالإنجليزية: Kapteyn's Star) هو قزم أحمر من التصنيف M1 ، يبعد عن المجموعة الشمسية بنحو 7و12 سنة ضوئية، ويرى في كوكبة آلة المصور جنوبا. ونجم كابتين يعتبر أقرب نجوم هالة المجرة إلى الأرض. تبلغ شدة لمعانه 9 قدر ظاهري. ويمكن رؤيته بواسطة نظارة مقربة أو بتلسكوب بسيط.
يبلغ قطره 30% من قطر الشمس ولكن إضاءته تبلغ نحو 2و1% فقط من الإضاءة الشمسية (الضياء المطلق أي كل ما ينطلق من النجم أو الشمس من أشعة من جميع الأطوال الموجية. وربما كان النجم كابتين جزءا من العنقود النجمي أوميجا قنطورس، وربما كان نجم كابتين أحد نجوم العنقود النجمي أوميجا قنطورس في الماضي. وقد يكون العنقود النجمي في الماضي البعيد مجرة قزمة التهمتها مجرتنا، مجرة درب التبانة.

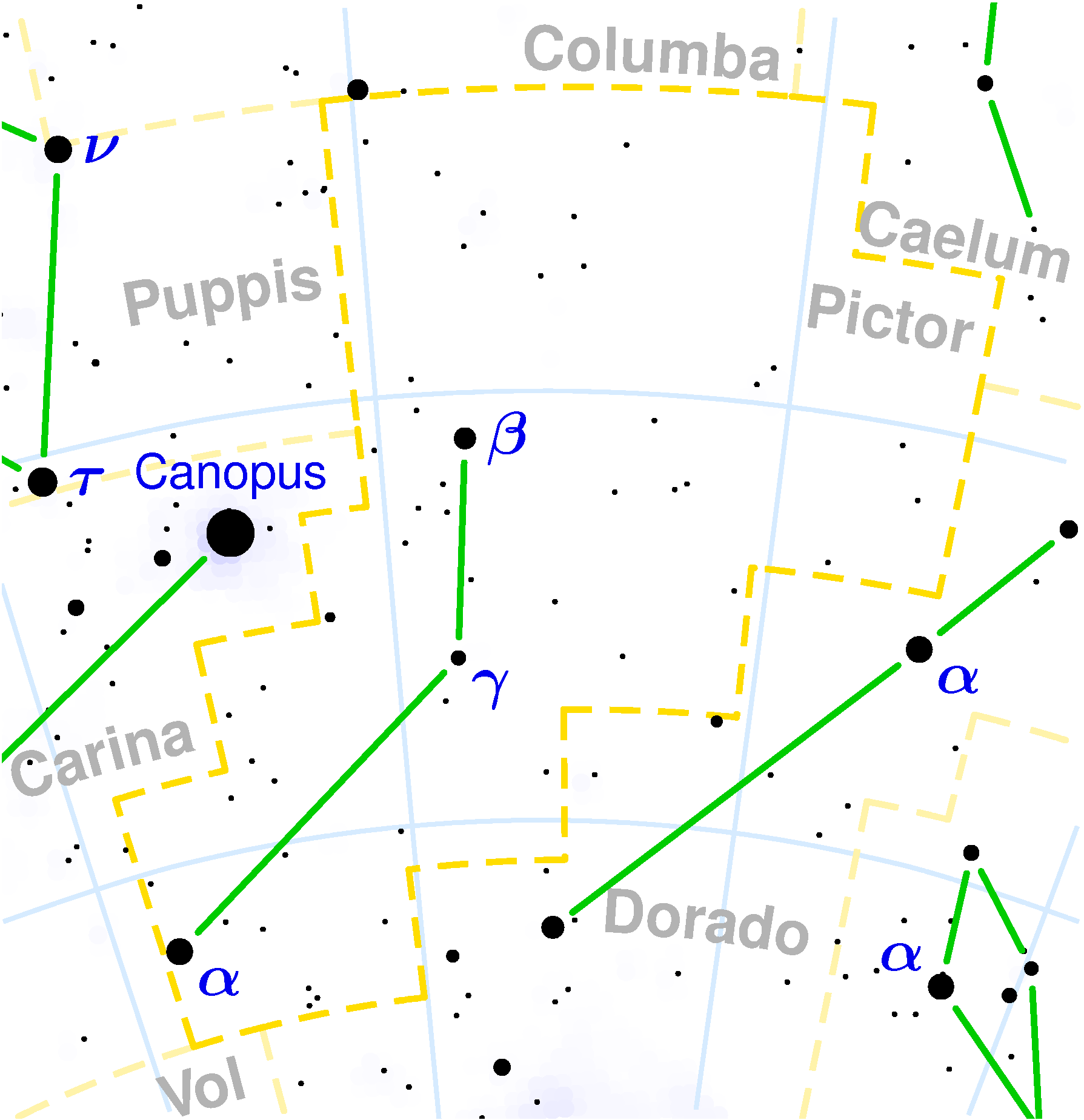
تُظهر النقطة الحمراء الموقع التقريبي لنجم Kapteyn في Pictor

اكتشف في عام 2014 أن للنجم كابتين كوكبان على الأقل أحدهما Kapteyn b
والآخر Kapteyn c .

## خصائصه

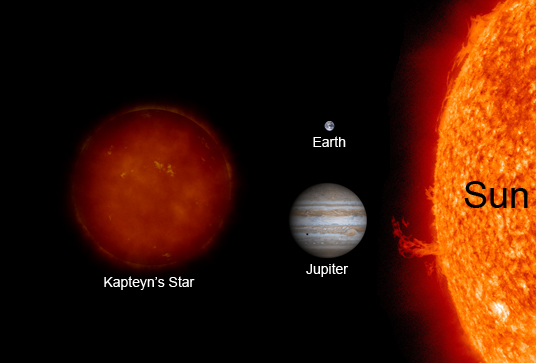
مقارنة بين حجم الشمس ونجم كابتين والمشتري والأرض.

شبه قزم نوع الطيفي sdM1V مع درجة حرارة فعالة من 3570 ± 160 كلفن وثاني أعلى معدل بعد الحركة الخاصة للنجم السهم، يدور حول مجرة درب التبانة.
من ناحية أخرى، يبدي معدنية منخفضة جدا -0.86، أي ما يعادل 14٪ من الشمس، وكمية نادرة من العناصر مثل الحديد (-0.99) والتيتانيوم (-0.81) 0.7 لديه كتلة تقارب 0.274 كتلة شمسية و29.3٪ من نصف قطر شمسي، لمعاه يمثل فقط 0.4٪ من سطوع الشمس.
نجم كابتين له سرعة شعاعية عالية، يدور حول درب التبانة بحركة تراجعية وهو أقرب نجم إلى الشمس يمتلك هالة. يعتبر عضو في مجموعة نجوم كابتين التي تتشارك مسار مشترك عبر الفضاء، وقد يرجح انه في فترة ما كان عضو في مجموعة أوميغا قنطورس وهو حشد كروي يعتقد أنه بقايا لمجرة قزمة اندمجت مع مجرة درب التبانة.

## نظام كوكبي
في سنة 2014، أعلن أن نجم كابتين له كوكبان، كوكب كابيتين بي وكابيتين بي وسي. كوكب (بي)يحتمل أن يكون صالح للسكن، وتشير تقديرات عمره إلى 11 مليار سنة.
| رفيق (بترتيب النجوم) | كتلة              | نصف محور (AU)      | الفترة المدارية (يوم) | انحراف          | ميلان | نق        |
| -------------------- | ----------------- | ------------------ | --------------------- | --------------- | ----- | --------- |
| B                    | ≥ 4.8+0.9 −1.0 م⊕ | 0.168+0.006 −0.008 | 48.616+0.036 −0.032   | 0.21+0.11 −0.10 | —     | ≥ 1.5 أر⊕ |
| C                    | ≥ 7.0+1.2 −1.0 م⊕ | 0.311+0.038 −0.014 | 121.53+0.25 −0.25     | 0.23+0.10 −0.12 | —     | —         |

## تاريخ رصده

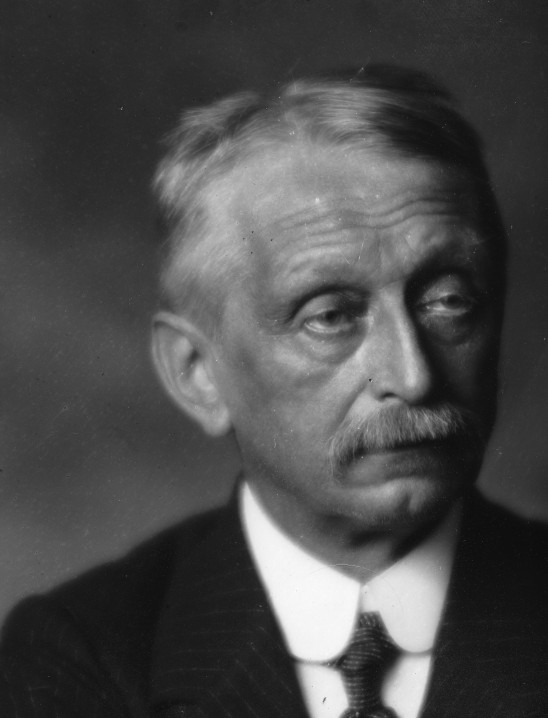
ياكوبس كابتين، الباحث الفلكي الهولندي الذي اكتشف نجم كابتين

كان العالم الفلكي الهولندي «ياكوب كابتين» أول من سجل مشاهداته في عام 1898
. وسجل تحت اسم CPD-44 612 في فهرس «كيب فوتوغرافيك دورشموسترونغ».
ووجد كبتين أن نجما كان مسجلا في كتالوج بنيامين جود في عام 1873 لم يصبح له أثر. ولكن الباحث الفلكي «روبرت إينيس» عثر على نجم ليس مسجلا ويبعد عن مكان النجم المختفي نحو 15 ثانية قوسية.وأصبح من الواضح أن النجم له حركة ذاتية عالية جدا وتبلغ أكثر من 8 ثانيو قوسية في السنة، وأنه قد تحرك كثيرا خلال تلك السنوات.
ثم أصبح اسم النجم الذي كان رمزه CPD-44 612، يسمى نجم كابتين. هذا على الرغم من أن الاكتشاف اشترك فيه كل من كابتين وإينيس.فضل يعود
كان النجم كابتين وقت اكتشافه أسرع نجم يوجد ذو حركة ذاتية عالية، وأخذ اللقب من النجم السريع أيضا غرومبريدج 1830. وباكتشاف نجم السهم (أو نجم برنارد) في عام 1916 أصبح نجم كابتين في المرتبة الثانية.
.
وفي عام 2014 اكتشف للنجم كابتين كوكبان يشبهان الأرض وأكبر منها وهما يدوران حول النجم.